# Abdúlovo
Abdúlovo (en rus: Абдулово) és un poble de Baixkíria, a Rússia, que en el cens del 2010 tenia 408 habitants. Pertany al districte de Iermolàievo.